# Al-Ahkaa Al-Ahli Sporting Club Aley
L'Al Ahkaa Al Ahli Sporting Club Aley (in arabo نادي الأخا الأهلي الرياضي عاليه‎?), meglio noto come Akhaa Ahli Aley o semplicemente Akhaa Ahli, è una società calcistica libanese con sede nella città di Aley.
Il club è supportato dal deputato libanese Arkram Chehayeb, che è stato la persona chiave nella la fusione dei due club Ahli e Akhaa nella città di Aley. Il club languì nella Seconda Divisione libanese prima di tornare alla Prima Divisione nella stagione 2010-11, rimanendo nella massima serie da allora.

## Storia

### Origini: Akhaa e Ahli
L'Akhaa fu fondata nel 1962 da Adel Baz, che guidò il club fino all'inizio degli anni '80, durante la guerra civile libanese. Il club ottenne la licenza nel 1966 e fu vicino alla promozione nel 1971, non riuscendo a raggiungere la lega di calcio libanese nell'ultima partita. Il club interruppe le sue attività nel 1982 durante la guerra in Libano e riprese nel 1989.
L'Ahli Club è stato fondato negli anni '70 da Ahmad Radwan, educatore e proprietario di una scuola ad Aley. L'Ahli Club ottenne la licenza in seguito e si unì alla Terza Divisione libanese nel 1987. Diversi giocatori che avrebbero giocato nella Prima Divisione giocarono per l'Ahli Club, come Walid Zeineddine, Fouad Sayegh, Riad Al Halabi, Yazeed Halimi e altri. L'Ahli Club si è classificato primo nella Coppa dell'Università americana di Beirut per due volte consecutive, nel 1987 e nel 1988.

### La nascita dell'Akhaa Ahli
Nel 1990, Bahij Abou Hamzeh, il presidente di Akhaa, si rese conto che la promozione alla Prima Divisione sarebbe stata difficile, così decise di fondersi con l'Ahli Club. La fusione ha aggiunto valore all'Akhaa Club poiché la squadra di Ahli era piena di giovani giocatori di Aley, come Zaher Andary, che rappresentò la nazionale libanese dal 1994 al 2001, Said Abu Muna e Raji Abi Said, che è stato eletto capitano di Ahkaa Ahli. La direzione di Ahli ha ritenuto che la fusione fosse di reciproco interesse poiché avevano bisogno di supporto fisico e logistico per essere promossi alla Seconda Divisione libanese.

### Promozione e permanenza nella massima serie
L'Akhaa Ahli vinse la Seconda Divisione libanese nel 1992. La squadra è riuscita a ottenere ottimi risultati durante la sua permanenza nella massima serie libanese, soprattutto nella sua prima apparizione. La squadra tornò alla prima divisione nel 2010, rimanendo lì da allora.

## Palmarès

### Competizioni nazionali
- Seconda Divisione: 1

1992-1993

### Altri piazzamenti
- Campionato libanese:

Terzo posto: 1993-1994, 1999-2000
- Coppa del Libano:

Semifinalista: 2018-2019

## Tifoseria

### Gemellaggi e rivalità
L'Akhaa Ahli gioca il "Derby della montagna" con il Safa: infatti, l'Akhaa Ahli ha sede a Aley, una città del Monte Libano, e il sostegno del Safa proviene dalla comunità drusa in Libano, che vive principalmente nelle regioni montuose del paese.